# Rideau Canal
Rideau Canal je vodní kanál, spojující hlavní město Kanady, Ottawu, s městem Kingston u pobřeží jezera Ontario. Otevřen byl v roce 1832 a je v provozu do dnešního dne. Je to nejstarší fungující umělá vodní cesta v Severní Americe. V současnosti je kanál provozován společností Parks of Canada. Lodní provoz je od poloviny května do poloviny října.
V roce 2007 byl zapsán do Seznamu světového dědictví UNESCO.

## Vodní cesta
Z celkové délky 202 km je 19 km umělou vodní cestou, zbytek cesty probíhá přes řeky Rideau a Cataraqui a jezera Dolní, Horní a Velké Rideau. V současnosti je kanál využíván pro rekreační účely. Z celkového počtu 45 stavidel je většina doposud na ruční pohon.

## Zimní provoz
V zimním období je přibližně 7,8 km dlouhá část vodní cesty, probíhající centrem Ottawy, místem pro bruslení. Úpravy bruslařské plochy probíhají od sedmdesátých let a tuto možnost využívají desetitisíce Ottawanů.
Podle tiskových zpráv klub NHL Ottawa Senators zvažuje možnost hraní ligových zápasů na zamrzlé ploše Rideau Canal